# San Juan Crisóstomo en Monte Sacro Alto (título cardenalicio)
San Juan Crisóstomo en Monte Sacro Alto (en latín, S. Ioannis Chrysostomi in regione vulgo “Monte Sacro Alto”) es un título cardenalicio instituido el 29 de abril de 1969 por el Papa Pablo VI.
El título cardenalicio es atribuido a un cardenal presbítero y se enlaza a la iglesia de San Giovanni Crisostomo situada en el Monte Sacro Alto en Roma.

## Titulares
- Vicente Enrique y Tarancón (1969-1994)
  - Vacante (1994 - 2001)
- Bernard Agré (2001-2014)
- José de Jesús Pimiento Rodríguez (2015 -2019)
- Jean-Claude Hollerich (2019 - presente)